# Campeonato Mundial e Europeu de Hóquei em Patins Masculino de 1936
O Campeonato Europeu de 1936 foi a 9.ª edição do Campeonato Europeu de Hóquei em Patins mas simultaneamente a 1.ª edição do Campeonato do Mundo de Hóquei em Patins, também em seniores masculinos.
Este evento contou com 7 países participantes que jogaram entre si apenas uma vez, totalizando 21 partidas. Depois dos seus 6 jogos a equipa da Inglaterra viria a tornar-se Campeã do Mundo e Campeã da Europa, sucedida por Itália e Portugal.

## Participantes
| Países     | Participação (Mundial) | Participação (Europeu) | Melhor Resultado (Europeu)                               |
| Inglaterra | 1.ª                    | 9.ª                    | Campeão (1926, 1927, 1928, 1929, 1930, 1931 1932 e 1934) |
| Alemanha   | 1.ª                    | 9.ª                    | 2.º Lugar (1932 e 1934)                                  |
| Suíça      | 1.ª                    | 9.ª                    | 3.º Lugar (1927, 1931 e 1934)                            |
| Itália     | 1.ª                    | 7.ª                    | 2.º Lugar (1929)                                         |
| Bélgica    | 1.ª                    | 9.ª                    | 5.º Lugar (1926, 1928, 1930 e 1934)                      |
| França     | 1.ª                    | 9.ª                    | 2.º Lugar (1926, 1927, 1928, 1930 e 1931)                |
| Portugal   | 1.ª                    | 4.ª                    | 4.º Lugar (1932)                                         |
| ---------- | ---------------------- | ---------------------- | -------------------------------------------------------- |

## Resultados
|            | Inglaterra | Reino de Itália | Portugal | Suíça | Alemanha Nazista | França | Bélgica |
| ---------- | ---------- | --------------- | -------- | ----- | ---------------- | ------ | ------- |
| Inglaterra |            | 1-1             | 5-0      | 4-1   | 4-0              | 1-0    | 5-0     |
| Itália     |            |                 | 3-2      | 3-3   | 3-2              | 2-1    | 4-0     |
| Portugal   |            |                 |          | 2-0   | 2-1              | 3-0    | 2-0     |
| Suíça      |            |                 |          |       | 2-0              | 6-4    | 3-1     |
| Alemanha   |            |                 |          |       |                  | 3-3    | 4-0     |
| França     |            |                 |          |       |                  |        | 2-1     |
| Bélgica    |            |                 |          |       |                  |        |         |

## Classificação final
| Lugar | Seleção    | J | V | E | D | P  | GM | GS | +Dif. |
| ----- | ---------- | - | - | - | - | -- | -- | -- | ----- |
|       | Inglaterra | 6 | 5 | 1 | 0 | 11 | 20 | 2  | +18   |
|       | Itália     | 6 | 4 | 2 | 0 | 10 | 16 | 9  | +7    |
|       | Portugal   | 6 | 4 | 0 | 2 | 8  | 11 | 9  | +2    |
| 4     | Suíça      | 6 | 3 | 1 | 2 | 7  | 15 | 14 | +1    |
| 5     | Alemanha   | 6 | 1 | 1 | 4 | 3  | 10 | 14 | -4    |
| 6     | França     | 6 | 1 | 1 | 4 | 3  | 10 | 16 | -6    |
| 7     | Bélgica    | 6 | 0 | 0 | 6 | 0  | 2  | 20 | -18   |

| Campeões Mundiais 1936 |
| ---------------------- |
| Inglaterra             |
| INGLATERRA 1.º Título  |

| Campeões Europeus 1936 |
| ---------------------- |
| Inglaterra             |
| INGLATERRA 9.º Título  |